# Інвермір
Інвермір (англ. Invermere) — окружний муніципалітет в Канаді, у провінції Британська Колумбія, у складі регіонального округу Іст-Кутеней.

## Населення
За даними перепису 2016 року, окружний муніципалітет нараховував 3391 особу, показавши зростання на 14,8%, порівняно з 2011-м роком. Середня густина населення становила 315,9 осіб/км².
З офіційних мов обидвома одночасно володіли 240 жителів, тільки англійською — 3 015. Усього 300 осіб вважали рідною мовою не одну з офіційних, з них 5 — українську.
Працездатне населення становило 69,6% усього населення, рівень безробіття — 5,7% (6,9% серед чоловіків та 4,4% серед жінок). 80,3% осіб були найманими працівниками, а 19,7% — самозайнятими.
Середній дохід на особу становив $46 253 (медіана $37 453), при цьому для чоловіків — $53 216, а для жінок $39 771 (медіани — $46 171 та $31 373 відповідно).
23,8% мешканців мали закінчену шкільну освіту, не мали закінченої шкільної освіти — 12,2%, 63,9% мали післяшкільну освіту, з яких 31,4% мали диплом бакалавра, або вищий.
| Статево-вікова структура населення | Статево-вікова структура населення | Статево-вікова структура населення | Статево-вікова структура населення | Статево-вікова структура населення |
| ---------------------------------- | ---------------------------------- | ---------------------------------- | ---------------------------------- | ---------------------------------- |
|                                    |                                    |                                    |                                    |                                    |
| Всього                             | Всього                             | 47,5%52,5%                         |                                    |                                    |
| 0 — 14 років                       | 0 — 14 років                       |                                    | 16,2%                              | 16,2%                              |
| 15 — 64 років                      | 15 — 64 років                      |                                    | 63,4%                              | 63,4%                              |
| 65 і більше                        | 65 і більше                        |                                    | 20,4%                              | 20,4%                              |
| 85 і більше                        | 85 і більше                        |                                    | 4,3%                               | 4,3%                               |
| Середній вік (років)               | Середній вік (років)               | 41,744,4                           | 43,1                               | 43,1                               |
| Медіана (років)                    | Медіана (років)                    | 41,744,2                           | 42,9                               | 42,9                               |
| — чоловіки — жінки                 |                                    |                                    |                                    |                                    |

| Походження мешканців:     | Походження мешканців:     | Походження мешканців: | Походження мешканців: | Походження мешканців: |
| ------------------------- | ------------------------- | --------------------- | --------------------- | --------------------- |
| Походження                |                           |                       | осіб                  | %                     |
| Корінні американці        | Корінні американці        |                       | 270                   | 8.4%                  |
| Інше північноамериканське | Інше північноамериканське |                       | 905                   | 28.15%                |
| Європейське               | Європейське               |                       | 2 640                 | 82.12%                |
| британське                | британське                |                       | 1 750                 | 54.43%                |
| французьке                | французьке                |                       | 330                   | 10.26%                |
| українське                | українське                |                       | 225                   | 7%                    |
| Латинськоамериканське     | Латинськоамериканське     |                       | 45                    | 1.4%                  |
| Карибське                 | Карибське                 |                       | 20                    | 0.62%                 |
| Африканське               | Африканське               |                       | 15                    | 0.47%                 |
| Азійське                  | Азійське                  |                       | 245                   | 7.62%                 |
| Океанійське               | Океанійське               |                       | 15                    | 0.47%                 |

| Зайнятість населення за галузями (за класифікацією NOC): | Зайнятість населення за галузями (за класифікацією NOC): | Зайнятість населення за галузями (за класифікацією NOC): | Зайнятість населення за галузями (за класифікацією NOC): | Зайнятість населення за галузями (за класифікацією NOC): |
| -------------------------------------------------------- | -------------------------------------------------------- | -------------------------------------------------------- | -------------------------------------------------------- | -------------------------------------------------------- |
|                                                          |                                                          |                                                          |                                                          |                                                          |
| Управління                                               | Управління                                               |                                                          | 13,7%                                                    | 13,7%                                                    |
| Бізнес, фінанси та адміністрування                       | Бізнес, фінанси та адміністрування                       |                                                          | 8,6%                                                     | 8,6%                                                     |
| Природничі та прикладні науки                            | Природничі та прикладні науки                            |                                                          | 4,6%                                                     | 4,6%                                                     |
| Охорона здоров'я                                         | Охорона здоров'я                                         |                                                          | 7,8%                                                     | 7,8%                                                     |
| Освіта, правозахист, муніципальні та урядові служби      | Освіта, правозахист, муніципальні та урядові служби      |                                                          | 10,2%                                                    | 10,2%                                                    |
| Мистецтво, культура, відпочинок та спорт                 | Мистецтво, культура, відпочинок та спорт                 |                                                          | 3,2%                                                     | 3,2%                                                     |
| Роздрібна торгівля та послуги                            | Роздрібна торгівля та послуги                            |                                                          | 25,6%                                                    | 25,6%                                                    |
| Гуртова торгівля, транспорт та обладнання                | Гуртова торгівля, транспорт та обладнання                |                                                          | 16,7%                                                    | 16,7%                                                    |
| Природні ресурси, сільське господарство                  | Природні ресурси, сільське господарство                  |                                                          | 6,5%                                                     | 6,5%                                                     |
| Виробництво                                              | Виробництво                                              |                                                          | 2,7%                                                     | 2,7%                                                     |

## Клімат
Середня річна температура становить 5,3°C, середня максимальна – 21,7°C, а середня мінімальна – -15,3°C. Середня річна кількість опадів – 457 мм.
| Клімат поселення                              | Клімат поселення | Клімат поселення | Клімат поселення | Клімат поселення | Клімат поселення | Клімат поселення | Клімат поселення | Клімат поселення | Клімат поселення | Клімат поселення | Клімат поселення | Клімат поселення | Клімат поселення |
| Показник                                      | Січ.             | Лют.             | Бер.             | Квіт.            | Трав.            | Черв.            | Лип.             | Серп.            | Вер.             | Жовт.            | Лист.            | Груд.            |                  |
| Середній максимум, °C                         | −1,58            | 2,83             | 7,57             | 12,51            | 17,29            | 21,43            | 21,74            | 21,62            | 16,17            | 10,37            | 3,20             | −2,82            |                  |
| Середня температура, °C                       | −8,42            | −4,03            | 0,71             | 5,66             | 10,44            | 14,58            | 17,39            | 17,29            | 11,81            | 6,02             | −1,14            | −7,18            |                  |
| Середній мінімум, °C                          | −15,28           | −10,88           | −6,15            | −1,2             | 3,58             | 7,72             | 13,04            | 12,93            | 7,46             | 1,66             | −5,5             | −11,54           |                  |
| Норма опадів, мм                              | 34               | 20               | 20               | 32               | 48               | 68               | 54               | 42               | 40               | 28               | 37               | 34               |                  |
| Середньомісячна швидкість вітру, м/с          | 2.10             | 2.10             | 2.36             | 2.50             | 2.39             | 2.35             | 2.20             | 2.10             | 2.00             | 2.10             | 2.17             | 1.96             |                  |
| Середньомісячна сонячна радіація, кДж/м²·день | 3666             | 7379             | 12485            | 16925            | 20380            | 21758            | 23262            | 19959            | 13930            | 8264             | 4030             | 2790             |                  |
| --------------------------------------------- | ---------------- | ---------------- | ---------------- | ---------------- | ---------------- | ---------------- | ---------------- | ---------------- | ---------------- | ---------------- | ---------------- | ---------------- | ---------------- |
| Джерело:                                      |                  |                  |                  |                  |                  |                  |                  |                  |                  |                  |                  |                  |                  |